# مسألة ابن الهيثم

من أين يأتي الشعاع من الشمعة ويصل إلى عين الراصد؟

مسألة ابن الهيثم والتي صاغها بطليموس للمرة الأولى عام 150م، وهي تتألف من رسم خطّين من نقطتين على سطح دائرة ليجتمعا في نقطة على محيط الدائرة، ويصنعان زاويتين متساويتين مع المستوى العمودي على السطح عند تلك النقطة، وهو ما يشبه العثور على نقطة على حافة طاولة بلياردو دائرية التي تستهدفها الكرة الضاربة لضرب كرة أخرى في نقطة أخرى. وبالتالي، فإن التطبيق الرئيسي لهذه المسألة في علم البصريات هو "إذا كان لدينا مصدر ضوء ومرآة كروية، هو كيف نحدد النقطة على المرآة التي ينعكس عليها الضوء لعين الناظر"، وهو ما قاده إلى معادلة من الدرجة الرابعة. قاد ذلك مصادفةً ابن الهيثم لصياغة صيغة رياضية لجمع متوالية من القوة الرابعة، باستخدام طريقة بدائية من البرهان الرياضي بالاستقراء الرياضي، فاستنتج في النهاية طريقة يمكن استخدامها بسهولة للحصول على مجموع أي متواليات من قوى أكبر.
استخدم ابن الهيثم طريقته في إيجاد مجموع متواليات القوى، لتحديد حجم سطح مكافئ من خلال التكامل. وبالتالي، تمكن من إجراء التكامل على كثيرات الحدود حتى الدرجة الرابعة، واقترب من التوصل إلى صيغة عامة للتكامل أي من كثيرات الحدود. كان ذلك أساسًا لتطوير علم تفاضل وتكامل متناهيات الصغر. كما حل ابن الهيثم مسألته باستخدام الأقطاع المخروطية والإثباتات الهندسية، وعلى الرغم من أن العديد من بعده حاولوا إيجاد حلول جبرية لتلك المسائل، إلا أنه لم يتم الوصول إلى الحل إلا في عام 1997 على يدي عالم الرياضيات في جامعة أكسفورد بيتر نيومان.